# Marmaroxylon eperuetorum
Marmaroxylon eperuetorum är en ärtväxtart som först beskrevs av Noel Yvri Sandwith, och fick sitt nu gällande namn av Maria de Lourdes Rico. Marmaroxylon eperuetorum ingår i släktet Marmaroxylon och familjen ärtväxter. Inga underarter finns listade i Catalogue of Life.